# Klubi Sportiv Lushnja 2013-2014

## Rosa
Aggiornata al 23 febbraio 2014.
| N. |                    | Ruolo | Calciatore              |
| -- | ------------------ | ----- | ----------------------- |
| 1  | Albania (bandiera) | P     | Oltjan Haremi           |
| 2  | Albania (bandiera) | C     | Hekuran Korreshi        |
| 3  | Albania (bandiera) | D     | Rezart Dabulla          |
| 4  | Albania (bandiera) | C     | Laert Ndoni             |
| 5  | Albania (bandiera) | D     | Ledion Ruço             |
| 6  | Croazia (bandiera) | D     | Boris Bjelkanović       |
| 7  | Albania (bandiera) | D     | Andi Bakiasi            |
| 8  | Albania (bandiera) | C     | Fatjon Topi             |
| 9  | Albania (bandiera) | C     | Alban Bizhyti           |
| 10 | Albania (bandiera) | C     | Gentian Çela (capitano) |
| 11 | Albania (bandiera) | D     | Viktor Gjyla            |
| 12 | Albania (bandiera) | P     | Enis Dedej              |
| 13 | Albania (bandiera) | C     | Gazment Çimili          |
| 14 | Albania (bandiera) | A     | Ervis Gjyla             |

| N. |                       | Ruolo | Calciatore       |
| -- | --------------------- | ----- | ---------------- |
| 15 | Albania (bandiera)    | A     | Klodjan Arbri    |
| 16 | Albania (bandiera)    | A     | Erdis Metushi    |
| 17 | Albania (bandiera)    | P     | Josel Shtrepi    |
| 18 | Albania (bandiera)    | A     | Mikel Çanka      |
| 19 | Albania (bandiera)    | C     | Lorenc Trashi    |
| 20 | Brasile (bandiera)    | C     | Cate Fonseca     |
| 21 | Albania (bandiera)    | D     | Rrapush Sulo     |
| 22 | Albania (bandiera)    | C     | Griseld Dervishi |
| 23 | Albania (bandiera)    | C     | Meglid Mihani    |
| 28 | Albania (bandiera)    | C     | Erion Sula       |
| 30 | Albania (bandiera)    | P     | Mikel Spaho      |
| 33 | Albania (bandiera)    | D     | Erjon Haki Xhafa |
| 34 | Albania (bandiera)    | C     | Xhuljano Ikonomi |
| 89 | Montenegro (bandiera) | C     | Luka Tiodorović  |